# Leong Yoon Pin
Leong Yoon Pin (1931 – 2011) was een Singaporees componist, dirigent en muziekpedagoog.

## Loopbaan
Leong Yoon Pin begon op zeventienjarige leeftijd met vioollessen bij zijn oom. Twee jaren later begon hij met het pianospel en kreeg vanaf 1951 geregelde muziekonderwijs op de basisschool. Vanaf 1952 zong hij in twee koren mee. In 1954 kon hij met een studiebeurs van de Singapore Music Society fagot bij Fred Krempl en piano bij  Noreen Strokes studeren. Vanaf 1955 studeerde hij drie jaar aan de Guildhall School of Music in Londen. 
In 1958 doceerde hij aan het Teachers' Training College in Singapore en was oprichter van de Metro Philharmonic Society. In 1967 studeerde hij nog een jaar bij Nadia Boulanger in Parijs. Aansluitend werd hij dirigent van het National Orchestra of NTT. In 1971 beriep het Institut of Education van Singapore hem tot hoof van de muziekafdeling. Vanaf 1975 studeerde hij opnieuw in het Verenigd Koninkrijk aan de Universiteit van Newcastle in Newcastle upon Tyne. Nu deed hij studies in muziekpedagogiek.  
In 1982 werd hij beroepen tot voorzitter van de Singapore Composers' Circle en eveneens onderscheiden met de Culturele medaille van Singapore. Tegenwoordig is hij artistiek adviseur van het National Arts Council en eveneens artistiek consultant van de Nanyang Technological University, Nanyang Academy of Fine Arts en de Substation and the Practice Performing Arts School. Hij is de eerste composer-in-residence van het Singapore Symphony Orchestra.

## Composities

### Werken voor orkest
- 2007 Piano Concerto
- Choral Symphony
- Concerto for Harmonica, voor harmonica en orkest
  1. Larghetto
  2. Largo Tranquillo
  3. Vivace
- Jubilation
- Greeting Card: Feasting in the Woods
- Symfonie nr. 1
- Symfonie nr. 2

### Werken voor harmonieorkest
- 1979 «Giocoso Largamente» from Second Symphony

### Toneelwerken
- 1997 Bunga Mawar ("The Rose"), opera, 2 aktes - libretto: Edwin Thumboo

### Werken voor koren
- 2004 Frogs in the Rain, voor gemengd koor
- 2005 Sunset, voor gemengd koor
- Dragon Dance, voor gemengd koor
- Happy Clouds, voor gemengd koor
- Huai Hua - (When Will The Flower Blossom), voor gemengd koor
- New daughter, voor gemengd koor
- Nightmare, voor gemengd koor - tekst: Angeline Yap (1959-)
- San ge mei er San, voor gemengd koor

### Kamermuziek
- Interfusion, voor viool, altviool, cello, contrabas en piano

## Publicaties
- Li Wei: New Music in the Orient: Essays on Composition in Asia since World War II by Harrison Ryker, in: Ethnomusicology, Vol. 38, No. 3 (Autumn, 1994), pp. 518-521
- Cheng, Shao Chang; Leong Yoon Pin:  Our Songs. Singapore: Educational Publications Bureau. 3 vols. (1973).

- International Standard Name Identifier: 0000 0000 6432 6502
- Library of Congress Control Number: nr99016544
- Virtual International Authority File: 54069352
- WorldCat: E39PBJcBVhFdBmMDRTCmYVhfv3